# 5753 Yoshidatadahiko
5753 Yoshidatadahiko (1992 EM) là một tiểu hành tinh vành đai chính được phát hiện ngày 4 tháng 3 năm 1992 bởi Endate và Watanabe ở Kitami.